# Ordini cavallereschi femminili

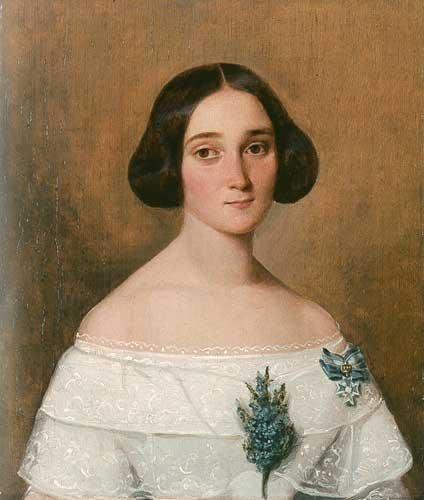
Ritratto di donna sconosciuta che indossa l'insegna dell'Ordine bavarese di Teresa

Con il termine di ordini cavallereschi femminili si intendono quegli ordini cavallereschi riservati esclusivamente a donne, che di solito assumono il titolo di Dame. Esempi di ordini femminili si possono riscontrare in diversi stati nei secoli, specie in Europa, da cui ebbero origine, ma anche in Asia, in Africa e in Sud America, dove arrivarono per imitazione.

## Storia
In origine la creazione di ordini cavallereschi era prerogativa di Sovrani, di Papi e di alti personaggi; a seconda di casi, l'ammissione agli ordini poteva essere permessa ad entrambi i sessi, come nell'Ordine della Giarrettiera, oppure riservata ai soli uomini o, in casi più tardi, a sole donne.
In particolare, nella seconda metà del Seicento, l'imperatrice del Sacro romano Impero Eleonora Gonzaga-Nevers (1630-1686) donna molto colta e devota, istitui per la prima volta due ordini cavallereschi esclusivamente femminili: l'Ordine dei Virtuosi (1662) e l'Ordine della Croce Stellata (1668), di cui divenne Gran Maestra. Gli ordini cavallereschi femminili che sorsero successivamente erano improntati ad opere di beneficenza e religiose, pur non tralasciando uno sfondo politico e di distinzione nobiliare nell'appartenenza a quello piuttosto che a quell'altro ordine femminile, creando una rete di contatto tra le nobildonne della medesima società. Gli ordini femminili ebbero grande sviluppo nel Settecento e nell'Ottocento, alcuni furono creati da donne regnanti come la Regina Vittoria,  altri furono costituiti dai sovrani "in memoriam", per le ricordare le virtù della reale consorte, come avvenne per l'imperatrice d'Austria-Ungheria Elisabetta di Baviera o la regina di Prussia Luisa di Meclemburgo-Strelitz.
Nel XIX secolo le donne iniziarono ad essere ammesse negli ordini cavallereschi, prima riservati solo ai maschi. Gli ordini crearono delle classi distinte per le donne, o decisero di accoglierle in modo indifferenziato.  Esistono anche ordini cavallereschi nati femminili e divenuti poi indifferenziati, come l'Ordine della Croce Rossa Reale (Royal Red Cross) che nacque in Inghilterra nell'Ottocento per le sole donne, ma dal 1974 ammette anche gli uomini.
Gli ordini femminili tuttavia mantennero le prerogative loro proprie: degli ordini cavallereschi prettamente femminili proseguono sino ai nostri giorni in casi emblematici come il Regno Unito, dove la regina Elisabetta II istituì nel 1952 il proprio Ordine familiare reale, riservato ai membri femminili.
Una particolare onorificenza papale è divenuta femminile per consuetudine: la cd. rosa d'oro era un oggetto prezioso, di raffinata oreficeria,  che il Papa in origine donava indifferentemente a sovrani, santuari o ad altri soggetti meritori, ma dal 1759 venne riservata esclusivamente ai santuari mariani e alle donne.

## Insegne
Le insegne di questi ordini erano spesso dei veri e propri gioielli dal momento che venivano indossati dalle dame da soli o  o accompagnati da apposita fascia sui preziosi vestiti di gala come segno di appartenenza. Le decorazioni sono di regola sovrastate da un fiocco in seta o velluto.

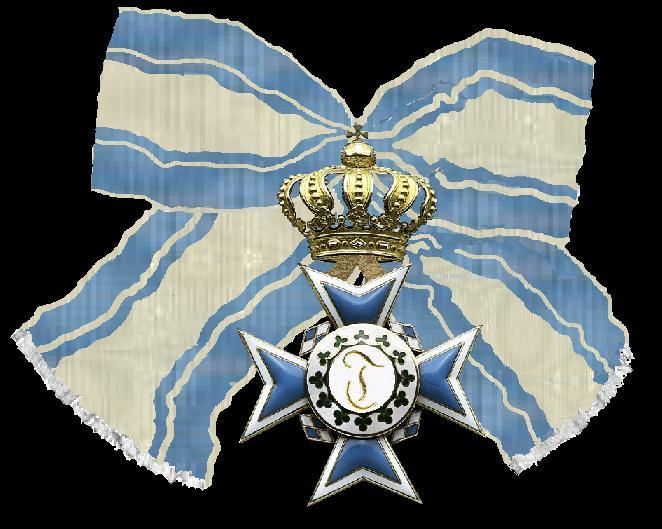
Medaglia dell'Ordine bavarese di Teresa
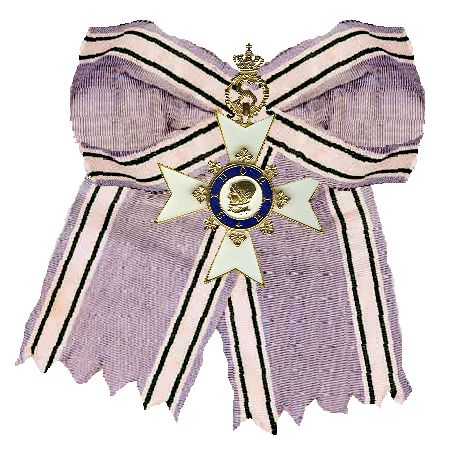
Medaglia dell'Ordine sassone di Sidonia
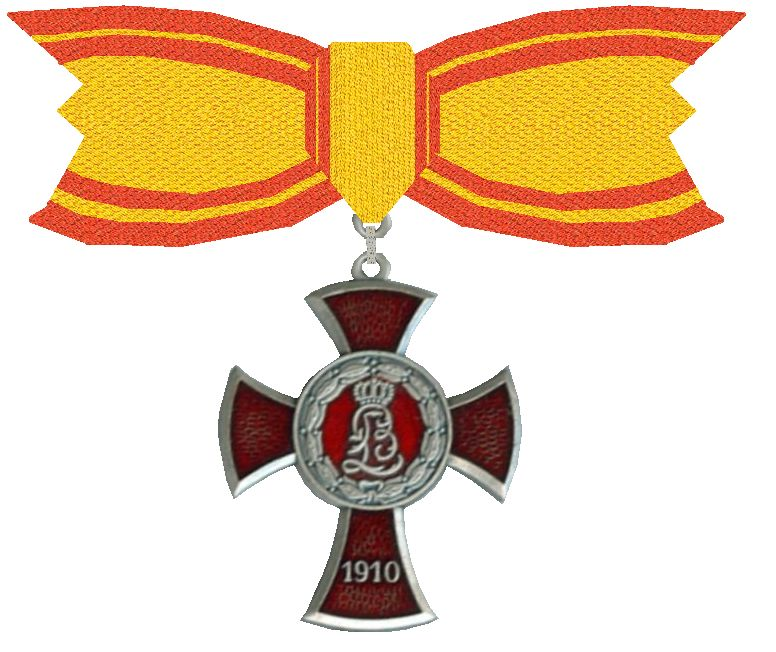
Medaglia dell'Ordine di Berta di Lippe
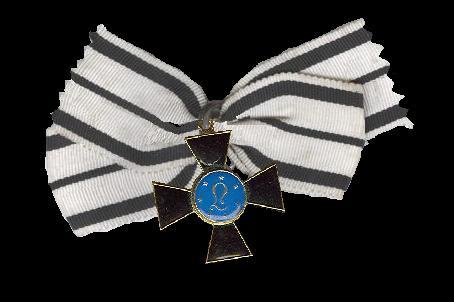
Medaglia dell'Ordine prussiano di Luisa
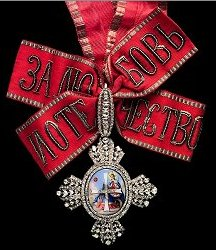
Medaglia dell'Ordine russo di Santa Caterina

## Elenco dei principali ordini femminili o con classi femminili riservate della storia
Viene qui di seguito presentato un elenco dei principali ordini cavallereschi femminili o con classi riservate femminili fondati nel corso dei secoli (elenco incompleto):
- Anhalt: Ordine di Alberto l'Orso (classi per dame)
- Assia: Ordine della Stella di Brabante (classi per dame)
- Austria (Impero): Ordine della Croce Stellata
- Austria (Impero): Ordine di Santa Teodora
- Austria (Impero): Ordine di Elisabetta
- Baden: Ordine della Fedeltà (classi per dame)
- Baviera (Regno): Ordine di Teresa
- Baviera (Regno): Ordine di Sant'Elisabetta
- Baviera (Regno): Ordine di Sant'Anna
- Borgogna: Ordine delle Dame di Rougemont
- Bretagna: Ordine delle Dame della Cordoniera
- Brunswick: Croce al merito per Dame
- Bulgaria (Regno): Ordine della Carità
- Corea: Ordine della Fenice Fortunata
- Cambogia: Ordine di Satrei Vathana
- Danimarca: Ordine di Amicizia Perfetta
- Danimarca: Ordine della famiglia reale di re Cristiano VII (1774-circa 1796)
- Danimarca: Ordine della famiglia reale di re Cristiano X (1912-1947)
- Danimarca: Ordine della famiglia reale di re Federico IX (1947-1972)
- Danimarca: Ordine della famiglia reale della regina Margherita II (1972-attuale)
- Egitto (Regno e Repubblica): Ordine delle Virtù (Nishan Kemal al-')
- Etiopia (Impero): Ordine della regina di Saba
- Filippine: Ordine di Gabriela Silang
- Finlandia: Ordine della Rosa Bianca (classi per dame)
- Germania (Terzo Reich): Croce della Madre
- Giappone: Ordine della Corona Preziosa
- Grecia (Regno): Ordine familliare reale delle Sante Olga e Sofia
- Grecia (Regno e Repubblica): Ordine di Beneficenza
- Hohenzollern: Ordine ai benemeriti (classi per dame)
- Italia: Ordine delle Dame di Maria Elisa (1847-1850)
- Lippe-Detmold: Ordine di Berta
- Norvegia: Ordine della famiglia reale di re Haakon VII (1905-1957)
- Norvegia: Ordine della famiglia reale di re Olav V (1957-1991)
- Norvegia: Ordine della famiglia reale di re Harald V (1991-attuale)
- Paesi Bassi: Ordine della Casata d'Orange (classi per dame)
- Persia: Ordine di Aftab
- Persia: Ordine delle Pleiadi
- Portogallo (Regno): Ordine di Santa Isabella
- Portogallo (Regno): Ordine di Sant'Elisabetta
- Prussia: Ordine di Luisa
- Prussia: Croce al merito per le donne e per le vergini
- Prussia: Croce al merito per le donne
- Regno Unito: Ordine imperiale della Corona d'India (1878-1947, quiescente)
- Regno Unito: Ordine della Croce Rossa Reale (esclusivamente femminile fino al 1976)
- Regno Unito: Ordine della famiglia reale di re Giorgio IV (1811/1821-1830, quiescente)
- Regno Unito: Ordine Reale di Vittoria ed Alberto (1862-1901, quiescente)
- Regno Unito: Ordine della famiglia reale di re Edoardo VII (1901-1910, quiescente)
- Regno Unito: Ordine della famiglia reale di re Giorgio V (1911-1936, quiescente)
- Regno Unito: Ordine della famiglia reale di re Giorgio VI (1937-1952, quiescente)
- Regno Unito: Ordine della famiglia reale della regina Elisabetta II (1953-quiescente)
- Romania (Regno): Ordine ai benemeriti
- Romania (Regno): Croce commemorativa per le donne (1878)
- Russia (Impero): Ordine imperiale di Santa Caterina
- Russia (Impero): Ordine imperiale di Sant'Olga
- Russia (Impero): Ordine della Croce Rossa per donne e ragazze
- Sacro Romano Impero: Ordine dei Virtuosi
- Santa Sede: Rosa d'Oro
- Sassonia (Regno): Ordine di Sidonia
- Sassonia (Regno): Ordine di Anna Maria
- Sassonia (Ducati): Ordine ducale dinastico della Casata Ernestina di Sassonia (classi per dame)
- Sassonia-Merseburgo: Ordine del teschio (per donne)
- Schwarzburgo-Rudolstadt: Ordine delle dame
- Schwarzburgo-Rudolstadt e Schwarzburgo-Sondershausen: Medaglia d'onore di Anna Luisa (1915)
- Serbia (Regno): Medaglia della principessa Nathalie
- Serbia (Regno): Medaglia della regina Nathalie
- Spagna: Reale Ordine delle Dame Nobili della regina Maria Luisa
- Svezia: Ordine della famiglia reale di re Oscar II (1872-1907)
- Svezia: Ordine della famiglia reale di re Gustavo V (1907-1950)
- Svezia: Ordine della famiglia reale di re Gustavo VI Adolfo (1950-1973)
- Svezia: Ordine della famiglia reale di re Carlo XVI Gustavo (1973- attuale)
- Thailandia: Ordine di Chula Chom Klao
- Tonga: Ordine della famiglia reale di re Giorgio Tupou V (2008- attuale)
- Turchia: Ordine della carità
- Ucraina: Ordine della principessa Olga
- Vestfalia: Ordine della Corona di Westfalia (classi per dame)
- Württemberg: Ordine di Olga